# D'Ablaing

Familiewapen d'Ablaing

Familiewapen Van Arkel d'Ablaing

D'Ablaing is een Nederlandse familie die haar origine in Frankrijk heeft en waarvan een deel sinds 1814 tot de Nederlandse adel behoort.

## Geschiedenis
De stamvader is Piérart Dablain, vermeld in 1449 te Esquerchin. Deze gemeente ligt ten zuidoosten van de stad Lens in het departement Nord. Ten zuidwesten van Lens bestaat nog steeds Ablain-Saint-Nazaire.
In 1454 werd zijn zoon burger van Doornik en in 1565 werd diens achterkleinzoon burger van Antwerpen. Deze kocht in 1581 de dorpsheerlijkheid ten Bulcke in de kasselrij Kortrijk (provincie West-Vlaanderen). In 1585 vestigde hij zich te Keulen. Het oude familiewapen bevat de typisch Kortrijkse keper in 2 kwartieren vergezeld van 3 wassenaars (maansikkels) op een blauwe achtergrond. Later worden deze kwartieren vervangen door het wapen van het Land van Arkel met twee beurtelings gekanteelde, rode dwarsbalken die stormladders voorstellen.
Latere generaties schreven hun naam als d'Ablain. Pieter d'Ablaing († 1633), heer van Bulcken, vestigde zich uit Keulen te Amsterdam. Zijn zoon Daniel d'Ablaing († 1652) erfde in 1633 de heerlijkheid Haulchin (provincie Henegouwen). De familie heette later d'Ablaing van Giessenburg, vernoemd naar de heerlijkheid Giessenburg, die zij in 1742 erfden, tezamen met de heerlijkheden Giessen-Nieuwkerk, Moersbergen, Cadzand en Bingaertskerke.

### Nederlandse adel
Een lid van de familie ging met zijn wettige afstammelingen door het Souverein Besluit van 28 augustus 1814 en zijn benoeming in de Ridderschap van Holland behoren tot de adel van het koninkrijk der Nederlanden met het predicaat van jonkheer. Dit betrof Johan Daniël Cornelis Carel Willem d'Ablaing van Giessenburg (1779-1859). Bij KB van 8 juli 1816 (akte van bewijs 27 juli 1816) werd voor hem de titel van baron erkend. Zijn zoon uit het tweede huwelijk, Joan Daniël Wilhelm van Arkel baron d'Ablaing (1827-1897), verkreeg wapen- en naamswijziging in Van Arkel (baron) d'Ablaing; deze naam is met hem uitgestorven in 1897.
De twee Nederlandse adellijke takken d'Ablaing van Giessenburg zijn uitgestorven in respectievelijk 1972 en 1935.
De derde tak vestigde zich in 1872 te San Jose (Californië) als boeren en hun nakomelingen bleven in Amerika wonen Zij hanteerden D'Ablaing als schrijfswijze. Zij waren de nakomelingen van mr. Willem Fredrik George Lodewijk baron d'Ablaing van Giessenburg (1816-1877), voorzitter van de Raad van Justitie te Padang, kamerheer van koning Willem III i.b.d., die in 1858 trouwde met de in Padang Panjang geboren Anna d'Inio (1827-1899).

### Niet-adellijke tak
Er bestond ook een niet-adellijke tak, die begon met de hieronder genoemde auteur R.C. d'Ablaing van Giessenburg (oorspronkelijk Meijer geheten), een natuurlijke zoon van mr. Rudolph Carel baron d'Ablaing van Giessenburg (1804-1881) en Johanna Maria: volgens sommige bronnen zijn halfzus, volgens een andere bron was ze een dienstmeid .

## Enkele telgen
Johan Cornelis d'Ablaing (1663-1721), raad van Indië
- Mr. Jan Daniel d'Ablaing (1703-1775), vrijheer van Giessenburg c.a.; trouwde in 1733 met Cornelia Philippine de Boodt (1712-1742), vrijvrouwe van Giessenburg c.a. welke heerlijkheden na haar overlijden overgingen naar haar man en zo in de familie d'Ablaing kwamen
  - Mr. Jan Cornelis d'Ablaing (1735-1788), vrijheer van Giessenburg c.a.
    - Johan Daniël Cornelis Carel Willem baron d'Ablaing van Giessenburg (1779-1859), heer van Giessenburg c.a., lid van de Eerste en Tweede Kamer
      - Mr. Rudolph Carel baron d'Ablaing van Giessenburg (1804-1881), heer van Giessenburg c.a., hoogheemraad van Schieland
        - Rudolf Carel d'Ablaing van Giessenburg (ook: Rudolf Carel Meijer) (1826-1904), journalist, zoon bij een dienstbode [5]
          - Rudolf Carel d'Ablaing van Giessenburg (1863-1938), adjudant-onderofficier
            - Rudolf Carel d'Ablaing van Giessenburg (1896-1960), beroepsmilitair, hielp mee de de padvindersbeweging in Nederlands Indië op te bouwen[6]

        - Jan Daniël Cornelis Carel Willem baron d'Ablaing van Giessenburg (1840-1908), vrijheer van Giessenburg c.a.
          - Maria Digna barones d'Ablaing van Giessenburg (1881-1972), vrouwe van Giessenburg c.a., laatste telg van de in Nederland gevestigde adellijke takken van het geslacht d'Ablaing

      - Mr. Willem Jan baron d'Ablaing van Giessenburg (1812-1892), referendaris Raad van State (1843-1848) en lid en secretaris van de Hoge Raad van Adel (1848 en 1850-1861)
      - Willem Frederik George Lodewijk d'Ablaing van Giessenburg (1816-1877), stichter van de Amerikaanse tak

## Andere telg
- Willem Matthias d'Ablaing (1851-1889), hoogleraar